# Daffy et le Dinosaure
Pour plus de détails, voir Fiche technique et Distribution.

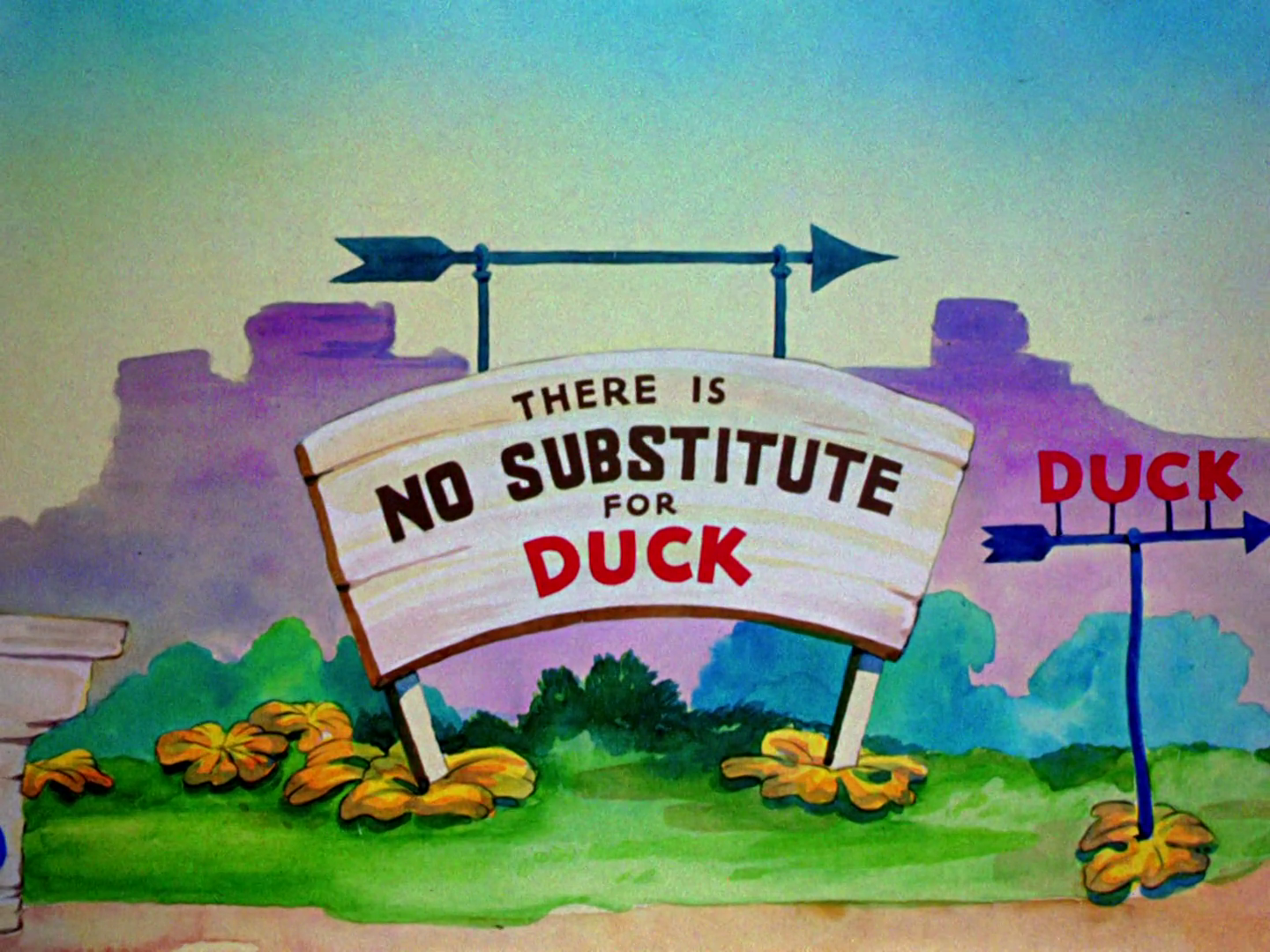

Daffy et le Dinosaure (titre original : Daffy Duck and the Dinosaur) est un court métrage d'animation américain de la série Merrie Melodies  mettant en scène Daffy Duck, réalisé par Chuck Jones, sorti en 1939.

## Fiche technique
- Titre : Daffy et le Dinosaure
- Titre original : Daffy Duck and the Dinosaur
- Réalisation : Chuck Jones
- Scénario : Dave Monahan
- Montage : Treg Brown
- Musique : Carl W. Stalling
- Son : Treg Brown
- Producteur : Leon Schlesinger
- Assistant-Producteur : Henry Binder
- Sociétés de production : Leon Schlesinger Studios
- Sociétés de distribution : Warner Bros. Cartoons
- Pays d'origine :  États-Unis
- Format : Couleur (Technicolor) — 35 mm — 1,37:1 — Son : Mono
- Genre : Film d'animation, Comédie
- Durée : 7 minutes
- Dates de sortie :
  -  États-Unis :  22 avril 1939

## Distribution
- Mel Blanc : Daffy Duck (voix)
- Jack Lescoulie : Casper Caveman (voix)